# Señal Colombia
Señal Colombia es un canal de televisión  abierta de difusión pública colombiano, que ofrece contenido informativo, entretenimiento, educativo, deportivo y cultural.
Fue fundado el 9 de febrero de 1970 y es propiedad del Estado por medio de la RTVC Sistema de Medios Públicos. 

## Historia
Señal Colombia inició sus emisiones el 9 de febrero de 1970 como Canal 11 (porque se emitía en la frecuencia 11 de la banda VHF de Bogotá) con el fin de brindar una programación educativa y popular para adultos, imitando el modelo de televisión de la BBC con dos canales nacionales: el primero de carácter generalista y el segundo con un enfoque más cultural y minoritario. De esta forma, en Colombia el Canal Nacional sería el canal generalista y Canal 11 el canal cultural.
Las primeras imágenes del canal se produjeron desde el auditorio de Inravisión. Durante la inauguración del Canal 11 estaba presente el ministro de comunicaciones de la época, Antonio Díaz García y el director de la Televisora Nacional de Colombia, Fernando Restrepo Suárez. De acuerdo con las palabras del director de la Televisora Nacional de Colombia, el canal "no sería una fórmula para salvar carencias culturales ni pretendía remplazar la labor del maestro, pero serviría a éste como una gran ayuda audiovisual para colmar esos vacíos culturales presentes en todos los niveles de educación".
Después de que la estación privada Teletigre fuera expropiada por el Estado en 1971, pasó a ampliar su cobertura a nivel nacional en enero de 1974 y fue reemplazada por Segunda Cadena, mientras que Canal Nacional pasa a denominarse Primera Cadena; y Canal 11 modifica su nombre a Tercera Cadena o "Canal de interés público".
En 1984, la Tercera Cadena de Inravisión pasa a denominarse Cadena 3 - Canal de interés público; finalmente, en 1992 cambia de nombre a Canal 3 y desde diciembre de 1995 adquiere su denominación actual como Señal Colombia.

## Programación
Desde sus inicios el canal siempre ha tenido vocación de servicio público, emitiendo programación cultural y educativa. Durante los últimos años de Inravisión, Señal Colombia emitía sesiones del Senado y de la Cámara de Representantes, además de otros programas de carácter institucional, pero en 2004 esta programación pasó al Canal Institucional.
Se emite los programas infantiles, documentales, cine familiar, cine internacional y cine independiente, noticieros, programas periodísticos, series nacionales y extranjeras entre otras cosas. Esto ha hecho que el canal incremente considerablemente su nivel de sintonía.
Señal Colombia cuenta con una programación constituida de diversos contenidos, en el que ha producido y creado los espacios propios en solitario, así como también en asociación con diversas productoras.
A diario Señal Colombia inicia su programación con el magacín informativo (El calentao), que ocupa gran parte de la programación matutina; durante la tarde se emiten dos informativos principales, uno al comenzar esta (RTVC Noticias edición mediodía) y el segundo al finalizar (RTVC Noticias edición central), este último considerado como una edición principal, donde se resumen las noticias más importantes de la jornada.

### Series
Señal Colombia ha producido sus propias series como es el caso de Esa inolvidable primera vez y Emma Reyes (que es la vida de Emma Reyes).
En su momento, Señal Colombia ha emitido series nacionales que han sido producidas por las antiguas programadoras:

### Series extranjeras
Dentro de la programación de Señal Colombia se han presentado las series extranjeras que han obtenido unos buenos índices de audiencia como es el caso de El reemplazante y Avenida Brasil.

### Transmisiones deportivas
El canal ha transmitido numerosos eventos deportivos tanto nacionales como internacionales, tales como los Juegos Panamericanos, Centroamericanos y del Caribe, Bolivarianos y Nacionales de Colombia y las carreras de ciclismo de ruta y también transmitió en su momento los Juegos Olímpicos y Paralímpicos de verano y algunos de invierno y las Grandes Vueltas.
Cuenta con su marca deportiva llamada Señal Colombia Deportes.

### Informativos
Las noticias de Colombia y el mundo son presentadas en Señal Colombia por RTVC Noticias desde 2021, que se emite con varias ediciones diarias, en el que interrumpe instantáneamente la programación habitual del canal ante cualquier emergencia, entregando los boletines informativos, incluso en directo durante terremotos. Anteriormente los informativos llevaron la marca de Telenoticias (1976-1994) para la programadora de Audiovisuales.

### Magazines
Cuenta con su magazín matutino llamado El calentao que se emite de lunes a viernes, de 6:00 a 10:00 de la mañana.

### Programación especial
Algunos programas especiales que son transmitidos por Señal Colombia de forma anual o cada cierto tiempo, son los debates presidenciales que lo realiza a través de Colombia, Mi Elección, elecciones generales de cargos públicos, eventos especiales, cadenas nacionales del Presidente de la República y el espacio benéfico de la Teletón.
Señal Colombia transmite los eventos populares que se realiza en Colombia como: el Festival del Petronio Álvarez desde 2010; el Carnaval de Negros y Blancos desde 2000; el Torneo Internacional del Joropo desde 2005 y el Carnaval de Barranquilla desde 2010 y también transmitió en su momento el Festival de la OTI y los Premios India Catalina.

## Cuota de pantalla
Los siguientes datos son de la cuota de pantalla promedio de 6:00 a. m. a 12:00 a. m. medianoche, entre el 1 de enero de 1998 y el 31 de diciembre de 2008
| Año  | Cuota de pantalla | Posición |
| ---- | ----------------- | -------- |
| 1998 | 5,6%              | 4        |
| 1999 | 2,1%              | 5        |
| 2000 | 2,2%              | 5        |
| 2001 | 1,4%              | 5        |
| 2002 | 1,3%              | 5        |
| 2003 | 1,1%              | 5        |
| 2004 | 1,6%              | 4        |
| 2005 | 1,1%              | 4        |
| 2006 | 1,3%              | 4        |
| 2007 | 1,2%              | 4        |
| 2008 | 1,25%             | 4        |